# Michel Eddé
Pour les articles homonymes, voir Eddé.
Michel Eddé (en arabe : ميشال اده), né le 16 février 1928 à Beyrouth et mort le 3 novembre 2019 dans la même ville, est un avocat, philanthrope et homme politique libanais,.
Il a été un défenseur, toute sa vie durant, de la pluralité confessionnelle au Liban et de la coexistence politique et culturelle entre les différentes communautés. L'ambassade de France au Liban a salué, à sa mort, un "homme de dialogue et de concorde entre les communautés et les confessions".

## Études et carrière privée
Issu d’une grande famille maronite de Beyrouth, Michel Eddé est diplômé de la faculté de droit de l'université Saint-Joseph de Beyrouth en 1948.
Il rencontre durant ses études Michel Chiha, l’un des rédacteurs de la constitution libanaise, dont la philosophie inspirera sa vision du Liban et de l’identité du pays. Il découvre aussi la pensée marxiste avec laquelle il maintiendra des affinités, ce qui lui vaudra le sobriquet du « maronite rouge ».
À l'université, il se lie d’amitié avec deux futurs présidents du Liban, Elias Sarkis et René Moawad.
1948 marque aussi l’année de l’éveil de sa conscience politique, avec la création de l’État d’Israël. Connaisseur de la culture juive et de la situation palestinienne, il écrira plusieurs articles et animera des émissions sur la question israélo-palestinienne.
Michel Eddé s’investit dans un premier temps dans son métier d’avocat, ouvrant un cabinet d’avocats d’affaires en 1951.  Il travaille beaucoup avec des entreprises libanaises, françaises, ainsi qu’en Afrique subsaharienne.

## Carrière politique
Michel Eddé s’engage en politique en 1966, lorsqu’il accepte la demande du président Charles Helou de participer au gouvernement de Rachid Karamé en tant que ministre de la Poste et des Télécommunications et  ministre de l'Information. Il a alors 38 ans.
Lors de sa prise de fonction, il se trouve face à un secteur des télécommunications en piètre état. Eddé mène alors des politiques de réforme du secteur, supervisant notamment la construction d’un câble sous-marin reliant le Liban à la France, et l’installation de la télévision en couleur au Liban. Pour avoir mené ces projets d’infrastructures en partenariat avec la France, Michel Eddé sera fait commandeur de la légion d’honneur en 1967.
Il est de nouveau rappelé en politique en 1972 et s’engage aux côtés du président Elias Sarkis au début de la guerre civile. Il devient ministre de l'Information pour la seconde fois  entre 1980 et 1982 dans l'équipe de Chafic Wazzan. Bien qu’il n’affichait pas l’ambition de devenir président, son nom est proposé pour reprendre les rênes du pays lors du départ d’Elias Sarkis en 1982, mais l’invasion israélienne l’empêche d’accéder à ce poste. En 1984, en pleine guerre civile, il devient président de la commission d'enquête et d'information pour la libération du territoire libanais, alors occupé par les Israéliens.
Michel Eddé occupera encore plusieurs postes de ministre dans différents gouvernements, dont ministre de la Culture et de l'Enseignement supérieur entre 1992 et 1996 dans le gouvernement de Rafiq Hariri. Il restera célèbre comme ministre de la Culture pour avoir mené des politiques de défense du patrimoine libanais, menacé durant l’après-guerre,, et comme ministre de l’Enseignement supérieur pour avoir pris plusieurs mesures visant à redresser le niveau de l’enseignement supérieur libanais et à limiter la prolifération de « fausses » universités. Entre 1996 et 1998 il est nommé ministre d'État sans portefeuille.
Outre ses mandats ministériels, son nom a de nouveau été avancé à plusieurs reprises pour devenir président du Liban. Il est l’un des candidats les plus sérieux pour l’élection de 2007, mais n'accèdera finalement pas à la présidence. En 2012, il est à nouveau pressenti pour devenir président, mais il déclinera l’offre.
La même année, Michel Eddé est élevé à la dignité de grand officier de la Légion honneur par l'ambassadeur de France Patrice Paoli.

## Engagements et vie privée
Proche du patriarche maronite Nasrallah Boutros Sfeir, il est président de la Ligue maronite de 2003 à 2007 et PDG du quotidien francophone L'Orient-Le Jour depuis 1990. Il défend la liberté d’expression des journalistes et l'indépendance du journal, dans un pays où la presse est souvent soumise à des intérêts particuliers.
Il apporte son soutien à de nombreuses associations libanaises et finance des bourses dans les universités,. Il est l’un des principaux promoteurs des "Restos du cœur" au Liban.
Son nom est cité dans le scandale des Panama Papers pour une société écran située aux Îles Vierges britanniques dont il était le bénéficiaire.
Il épouse Yola Doumit en 1959, avec qui il aura cinq enfants dont Salim Eddé, cofondateur de l'entreprise Murex avec ses frères.

## Distinctions
- Docteur honoris causa de l'université Saint-Joseph de Beyrouth (2016)[21]